# Большой Салтан
Большой Салтан (тат. Олы Солтан) — село в Рыбно-Слободском районе Республики Татарстан, административный центр Большесалтанского сельского поселения.

## География
Село находится на реке Солтан, в 27 км к северо-западу от районного центра — посёлка городского типа Рыбная Слобода.

## История
Первоисточники упоминают о селе с периода Казанского ханства.
В сословном плане, в XVIII веке и вплоть до 1860-х годов, жителей села причисляли к государственным крестьянам. Их основные занятия в этот период – земледелие, разведение скота, кирпичный промысел.
В «Списке населенных мест по сведениям 1859 года», изданном в 1866 году, населённый пункт упомянут как казённая деревня Большие Салтани 2-го стана Лаишевского уезда Казанской губернии. Располагалась при речке Бахтиярке, между Ногайской дорогой и старым торговым Оренбургским трактом, в 45 верстах от уездного города Лаишево и в 36 верстах от становой квартиры в казённом селе Карабаяны (Богородское). В деревне в 149 дворах жили 1022 человека (518 мужчин и 504 женщин), была мечеть.
С 1887 года здесь действовала одноклассная школа грамоты, в 1898 года была переименована в школу Братства святителя Гурия
По сведениям из первоисточников, в начале XX столетия в деревне действовали две мечети, 3 водяные мельницы, крупообдирка, 5 мелочных лавок. В этот период земельный надел сельской общины составлял 1844,5 десятин.
До 1920 года село входило в Зюзинскую волость Лаишевского уезда Казанской губернии. С 1920 года в составе Лаишевского кантона ТАССР. С 14 февраля 1927 года в Рыбно-Слободском районе, с 19 февраля 1944 года – центр Салтанского района, с 5 апреля 1946 года в Корноуховском, с 19 ноября 1954 года в Рыбно-Слободском, с 1 февраля 1963 года в Пестречинском, с 12 января 1965 года в Рыбно-Слободском районах.
В 1931 году в селе был организован колхоз. С 1994 года сельскохозяйственный кооператив «Солтан».

## Население
| 1782 | 1859 | 1897 | 1908 | 1920 | 1926 | 1949 | 1958 | 1970 | 1989 | 2002 | 2010 | 2020 |
| ---- | ---- | ---- | ---- | ---- | ---- | ---- | ---- | ---- | ---- | ---- | ---- | ---- |
| 153  | 1022 | 1283 | 1513 | 1378 | 1160 | 859  | 718  | 570  | 420  | 344  | 272  | 210  |

Национальный состав села — татары.

## Экономика
Жители села работают в обществе с ограниченной ответственностью «Агрофирма «Солтан» (с 2010 г.).

## Инфраструктура
В селе действуют начальная школа (с 1929 г. как школа крестьянской молодёжи), дом культуры,библиотека, фельдшерско-акушерский пункт.

## Религия
Мечеть (с 1993 г.).

## Известные люди
- Х. Б. Залялов (1940–2021) – драматический актер, народный артист РТ
- Р. Ш. Шарафеев (р. 1938) – драматический актер, народный артист ТАССР, РСФСР